# Корчак-Марла, Ружка
Ружка Корчак-Марла (ивр. רייזל (רוז'קה) קוֹרצ'ק-מַרלָא‎ — Рейзл Корчак; 24 апреля 1921, Бельско, Польша — 5 марта 1988, Эйн-ха-Хореш, Израиль) — еврейская общественная деятельница, член антифашистского подполья и партизанка в Литве в период Холокоста.

## Биография
Родилась 24 апреля 1921 года в польском городе Бельско в семье торговца скотом, затем вместе с семьёй переехала в Плоцк.
Училась в польской школе. Организовала забастовку еврейских учащихся в знак протеста против антисемитских высказываний директора. Была членом сионистской молодёжной организации «Ха-шомер ха-цаир».
После оккупации Польши немецкими войсками уехала в Вильнюс. После занятия немцами Вильнюса и создания гетто входила в руководство Объединённой партизанской организации (ФПО). После ликвидации гетто с 23 сентября 1943 года сражалась в еврейском партизанском отряде «Некама» (Месть) в Рудницких лесах вместе с Аббой Ковнером.
После освобождения Вильнюса от оккупации в июле 1944 года, где еврейские партизаны ФПО сражалась против нацистов вместе с Красной армией, занималась помощью выжившим евреям. Была направлена в Румынию для создания пунктов нелегального перехода границ с целью репатриации евреев в Палестину. Сама прибыла в Палестину 12 декабря 1944 года. Она стала одной из первых очевидцев Холокоста, прибывших из Литвы.
Сначала она поселилась в кибуце Эйлон, затем в 1947 году вместе с группой бывших партизан вступила в кибуц Эйн ха-Хореш, где и прожила до самой смерти. Работала преподавателем в средней школе. Вышла замуж за Ави Марла и родила троих детей.
Участвовала в создании мемориальных центров еврейского сопротивления в Лохамей-ха-гетаот, Гиват-Хавива и Яд-Мордехай. В 1946 году опубликовала автобиографическую книгу «Пламя под пеплом», на русском языке книга вышла в серии «Библиотека Алия» в 1977 году.
Умерла от рака 5 марта 1988 года.